# Hesperoconopa sikkimensis
Hesperoconopa sikkimensis är en tvåvingeart som beskrevs av Alexander 1962. Hesperoconopa sikkimensis ingår i släktet Hesperoconopa och familjen småharkrankar. Inga underarter finns listade i Catalogue of Life.